# Kostel svatého Martina (Šatov)
Kostel svatého Martina je římskokatolický chrám v Šatově v okrese Znojmo. Jde o farní kostel římskokatolické farnosti Šatov. Je chráněn jako kulturní památka České republiky.
Poprvé se objevuje Šatov v listinách pod jménem Schatowa roku 1190, tedy v roce založení louckého kláštera. Již v té době byl zde zřejmě kostel, neboť roku 1200 nad ním získal loucký klášter patronátní právo. První oficiální písemná zmínka o Šatovu pochází z roku 1201. Nejstarší dochovanou stavbou v obci je gotické jádro kaple Božího hrobu za kostelem, v jejímž suterénu je dochováno válcové těleso stavby z kamenného zdiva (románský fragment). Farní kostel svatého Martina je v jádru pozdně gotický (15. století), byl přestavován roku 1656, později také počátkem a koncem 19. století.  V roce 1851 byla do dnešní podoby přestavěna věž kostela.